# NGC 677
NGC 677 (również PGC 6673 lub UGC 1275) – galaktyka eliptyczna (E), znajdująca się w gwiazdozbiorze Barana. Odkrył ją Lewis A. Swift 25 września 1886 roku.